# Максюта, Артем Ермолаевич
Артём Ермолаевич Максюта (? — 1919) — русский революционер, анархист, командир одного из подразделений в вооружённых формированиях атамана Н. А. Григорьева.
К анархистам-коммунистам он присоединился в революционном, 1917, году уже в «пожилом возрасте» (старше 50 лет) — до этого являлся матросом царского флота. Во время вооруженной борьбы на Украине, Максюта командовал отрядом матросов-анархистов в боях против германских и австро-венгерских войск, а также активно участвовал в анархическом движении среди екатеринославских заводских рабочих. Он был арестован сотрудниками ВЧК весной 1919 года, но затем, 8 мая, был освобожден во время антисоветского восстания атамана Н. А. Григорьева.
После этого Артем Ермолаевич почти сразу возглавил одно из григорьевских конных формирований, расквартированных в Екатеринославе. При взятии данного города частями РККА 12 мая 1919 года, он был взят в плен и — буквально в тот же день — расстрелян.